# 克里斯蒂安·亨德里克·佩尔松
克里斯蒂安·亨德里克·佩尔松（德語：Christiaan Hendrik Persoon，1761年2月1日—1836年11月16日）是一位德国真菌学家和植物学家，他对林奈的蕈類分类学进行了补充。

## 早期生活
佩尔松出生于南非好望角，是波美拉尼亚移民父亲和荷兰母亲的第三个孩子。他的母亲在他出生后不久就去世了；十三岁时，他的父亲（一年后去世）将他送到欧洲接受教育。

## 教育
佩尔松最初在哈雷大学学习神学，22岁时（1784 年）佩尔松在莱顿大学和哥廷根大学转学医学。他于 1799 年从“Kaiserlich-Leopoldinisch-Carolinische Deutsche Akademie der Naturforscher”获得博士学位。

## 晚年
他于1802年搬到巴黎，在那里度过了他的余生，在镇上的一个贫困地区租了一间房子的上层。尽管他与整个欧洲的植物学家通信，但他显然失业、未婚、贫困和隐居。由于经济困难，佩尔松同意将他的植物标本馆捐赠给奧蘭治-拿騷王朝，以换取足够的终生养老金。

## 学术生涯
佩尔松的植物学兴趣的起源是未知的。他最早的作品是 《Abbildungen der Schwämme（真菌的插图）》，于 1790年、1791年、和1793年分三部分出版。1805年至1807年间，他出版了两卷植物纲要《Synopsis plantarum （页面存档备份，存于）》，这是一部描述 20,000 种所有类型的植物的流行著作。但是，他的开创性工作是在真菌领域，为此他发表了多部著作，从 《"Synopsis methodica fungorum" （页面存档备份，存于）》 (1801) 开始；它是柄锈菌目 (Uredinales)、黑粉菌目(Ustilaginales) 和Gasteromycetes 命名的起点。佩尔松描述了许多多孔物种；大多数来自他自己在中欧的收藏，而其他一些热带物种则来自法国植物学家查尔斯·高迪肖-博普雷( Charles Gaudichaud-Beaupré) 在他的环球探险期间收集的收藏品。这些后一种真菌是有史以来最早描述的热带多孔菌之一。
1800 年，他当选为哥廷根科学院通讯院士，1809 年当选巴伐利亚科学院院士。1815 年，佩尔松当选为瑞典皇家科学院通讯院士。
佩尔松修订并扩展了卡尔·林奈建立的蘑菇系统学。他与同时代的埃利亚斯·芒努斯·弗里斯 (Elias Magnus Fries) 一起被认为是现代真菌学之父。

## 著作
- Observationes mycologicae (1795–1799)
- Synopsis methodica Fungorum （页面存档备份，存于） (1801)
- Synopsis plantarum （页面存档备份，存于） (1805–1807)
- Mycologia Europaea (1822–1828)

## 参阅
- Category:克里斯蒂安·亨德里克·珀森命名的生物分类